# Thomas Rushook
Thomas Rushook (auch Thomas Rushhook, Thomas Rushooke oder Thomas Russhock; † 1393) war ein englischer Prälat.

## Herkunft und Aufstieg im Dominikanerorden
Rushook stammt vermutlich aus dem Dorf Rushock in Worcestershire, von dem er seinen Namen erhielt. Er wird 1352 und 1354 als Prior des Dominikanerkonvents von Hereford erwähnt. 1373 war er Provinzialoberer der Dominikaner in England. 1378 nahm er zusammen mit anderen englischen Dominikanern an einer Generalversammlung des Ordens im französischen Carcassonne teil, wo er nach einem Streit mit dem Ordensmeister Elias Raymond als Provinzialoberer abgesetzt wurde. Rushook appellierte erfolgreich an Papst Urban VI., von dem er am 25. August 1379 nach einer Anhörung durch Kardinal Nicolò Carracciolo wieder in sein Amt eingesetzt wurde. Vielleicht durch diese Anhörung erregte er das Interesse des englischen Königshofs, denn bereits vor dem 5. Mai 1379 war Rushook Beichtvater des jungen Königs Richard II. geworden. Bereits um diese Zeit muss Rushook polarisiert haben, denn im November 1381 beantragte das Parlament, dass er nur zu den vier kirchlichen Hochfesten Zugang zum Königshof haben sollte, dieser Antrag wurde jedoch abgewiesen. 

## Günstling von König Richard II. und Aufstieg zum Bischof
Rushook legte 1382 sein Amt als Provinzialoberer nieder und gehörte wie Richard Mitford und andere Geistliche zur engeren Umgebung des Königs. Er wurde am 9. Juni 1382 Archidiakon von St Asaph. Diese Pfründe war für einen Dominikaner sehr ungewöhnlich und nur dem Einfluss des Königs zu verdanken. Rushook und die anderen Geistlichen waren wegen ihres Einflusses auf den König beim englischen Adel verhasst. Durch Vermittlung des Königs wurde er am 16. Januar 1383 vom Papst zum Bischof von Llandaff in Wales ernannt und am 3. Mai durch Erzbischof William Courtenay in der Dominikanerkirche in London geweiht. Am 18. Oktober 1383 erhielt er die Pfarrstelle von Newland in Gloucestershire, damit er über angemessene Einkünfte verfügen konnte. Er blieb jedoch weiterhin Beichtvater des Königs und wurde am 16. Oktober 1385 gegen den Widerstand des Domkapitels, das sich für Richard le Scrope als neuen Bischof ausgesprochen hatte, Bischof von Chichester. Nach den erhaltenen Aufzeichnungen war er mindestens im Dezember 1386 sowie von Juni bis August 1387 in seiner Diözese, blieb jedoch auch als Bischof von Chichester weiterhin Beichtvater und Ratgeber des Königs. 

## Sturz und Verbannung nach Irland
Als Ratgeber des Königs erklärte er am 25. August 1387 in Nottingham die Vorschläge der vom Wundervollen Parlament im November 1386 eingesetzten Kommission zur Reform der Herrschaft des Königs für ungültig. Daraufhin verlangte das Gnadenlose Parlament im Januar 1388, dass er den Königshof verlassen sollte. Als er dennoch bei Hofe blieb, wurde er am 6. März während der Parlamentsversammlung tätlich angegriffen. Er wurde des Verrats beschuldigt, verurteilt und am 5. Mai enteignet. Er musste von seinem Amt als Bischof von Chichester zurücktreten und wurde nach Irland verbannt. Über Bristol erreichte er am 29. September 1388 Cork. Vor dem 17. November 1388 wurde er vom Papst zum Bischof des irischen Bistums Kilmore ernannt. König Richard II. gewährte dem verarmten Rushook am 10. März 1390 eine jährliche Pension in Höhe von £ 40, zu seinem neuen Beichtvater bestimmte er John Burghill, der wie Rushook ein Dominikaner aus Hereford war. Rushook starb wahrscheinlich Anfang 1393, er wurde in Seal in Kent begraben.